# Karmir Agheg
Karmir Agheg (en arménien Կարմիր Աղեկ) est une communauté rurale du marz de Lorri en Arménie. En 2008, elle compte 186 habitants.